# (13757) 1998 ST73
A (13757) 1998 ST73 a Naprendszer kisbolygóövében található aszteroida. Eric Walter Elst fedezte fel 1998. szeptember 21-én.